# 10077 Raykoenig
10077 Raykoenig è un asteroide della fascia principale. Scoperto nel 1989, presenta un'orbita caratterizzata da un semiasse maggiore pari a 2,5604185 au e da un'eccentricità di 0,1125214, inclinata di 10,26595° rispetto all'eclittica.